# Liste des recteurs du Comtat Venaissin
Dès 1274, les premiers recteurs résidèrent à Pernes-les-Fontaines, ce ne fut qu'en 1320 qu'ils s'installèrent à Carpentras qui devint dès lors la capitale du Comtat Venaissin.
La liste repose principalement sur les travaux de Claude Faure, Étude sur l'administration et l'histoire du Comtat Venaissin du XIIIe au XVe siècle (1229-1417) paru en 1909, qualifiée en 2007 de « toujours efficace ».

## Recteurs du Comtat Venaissin
- Guillaume de Villaret (1274 – 1284/87)
- Henri de Giberiis (peut-être Henri de Genève[2]) (1287 – 1289)
- Jean de Grallin (de Gralhino, dit Grillac par Cottier, probablement Jean de Grailly (janvier 1290)[3]
- Philippe de Bernisson (Bernizon) (1290 – 1293)
- Jean de Grallin (de Gralhino, dit Grillac par Cottier, probablement Jean de Grailly (1295 - 1298)[3]
- Biccio, Musciatto et Niccolo Franzesi (trois frères), chefs de la compagnie des Franzesi (1297 – 1299)
- Mathias de Théate, dit de Chiéti, évêque de Chiéti (1299 – 1302)
- Roger de Spinis (1302)
- Jean Arthenisii (1303)
- Guillaume de Mandagout, archevêque d'Embrun (1303 – 1310)

- Raymond Guilhem de Budos (1310 – 1317)
- Arnaud de Trian (1317 – 1334)
- Pierre Guilhem de Budos (1335 – 1341)
- Jean Arpadelle (1342 – 1343)
- Hugues de la Roche (1344 – 1353)
- Guillaume de Roffiac (1353 – 1362)
- Philippe de Cabassolle (1362 – 1370)
- Étienne Aubert (1370 – 1371)
- Aymar VI de Poitiers (1372 – 1376)
- Guillaume III Roger de Beaufort, vicomte de Turenne (1376 – 1379)
- Henri de Sévery (1379 – 1390)
- Odon de Villars (1390 – 1392)
- Pons de Langeac (1393 – 1394)
- Gaston de Moncada (1395 – 1397)
- Antoine de Luna (1397 – 1398)
- Jean de Alzenno (1399 – 1400)
- Pons de Langeac (1402)
- Antoine de Luna (1403 – 1408)
- Rodrigue de Luna (1408 – 1410)
- Jean de Poitiers (1410 – 1422)
- (Vacance du rectorat) (1423)

- Jacques de Complo (1424)

- Piero Cottini (1424 – 1431)

- Marco Condolmerio (1432)

- Onifre Francesco de San-Severino (1432 – 1433)

- Jean de Poitiers (1433)

- Roger de Foix de Castelbon (1433-1459)

- Angelo Geraldini (1459-1460)

- Constantin Heruli (1460-1472)

- Jean Bayle (1473)

- Frédéric de Saluces (1474)

- Édouard de Messey (1475)

- Renaud de Bourbon (1475-1476)

- Angelo Geraldini (1476-1478)

- Jean Rosa (1478-1479)

- Amalric de Vaison, évêque de Vaison (1479-1482)

- Jean Casaletti (1482)

- Rodolfo Bonicafio (1482)

- Guillaume Adhémar de Monteil (1483-1485)

- Constantin Heruli (1485-1490)

- Jean-André Grimaldi (1490 - 1495)

- Clément de la Rovère (1495 - 1502)

- Galeotto Franciotti (1502 - 1503)

- Louis de Rochechouart (1503 - 1505)

- François d'Estaing (1505 - 1509)

- Angelo Leonti (1510 - 1511)

- Jean de Montaigu (1511 - 1513)

- Pierre de Valetariis (1513 – 1514)

- François de Villeneuve (1514)

- Pierre de Brie (1515)

- Giscard de Corneillan (1516 – 1541)

- Paul Sadolet (1541 - 1547)

- Andrea Recuperati (1547 – 1553)

- Jacques Marie Sala (1553 – 1554)

- Antonio Vacca (1554 – 1555)

- Antonio Paolo Toscomi (1555)

- François de Castellane (1555 – 1560)

- Paul Sadolet (1560 – 1561)

- Laurent de Tarascon (1561 – 1565)

- Pierre Sabatier (1565 – 1566)

- François de Castellane (1566)

- Jean de Roquelaure (1566 – 1567)

- Paul Sadolet (1567 – 1572)

- Gaspard du Pont (1572)

- Jacques Sacrati (1572 – 1577)

- Dominique Grimaldi (1577 – 1584)

- Pompée Rocchi (1584 – 1586)

- François Argolici (1586 – 1587)

- Jacques Sacrati (1588 – 1593)

- Guillaume de Cheisolme (1593)

- Achille Gimnasi (1593 – 1594)

- Geronimo Leopardi (1594 – 1598)

- Horace Capponi (1598 – 1600)

- Jean de Tulle (1600 – 1605)

- Jacques Raccamador (1605 – 1607)

- Horace Capponi (1607 – 1609)

- Balthazare Gaddi (1609 – 1614)

- Cosme Bardi (1614 – 1615)

- Octavio Mancini (1615 – 1616)

- Cosme Bardi (1616 – 1621)

- Cesare Racagna (1621 – 1627)

- Antonio Brunacchi (1627)

- François de Suarès (1627)

- Persio Caraccio (1627 – 1630)

- Jean Baptiste Bongo (1630 – 1637)

- Jean Cosme Keermans (1637 – 1643)

- Guido Balde Gallo (1643 – 1644)

- Jean Cosme Keermans (1644 – 1652)

- Marius Buti (1652 – 1657)

- Cesare Salvani (1657 – 1664)

- Farulfe de Montemarte (1664 – 1672)

- Michele Antonio de Vibo (1672 – 1682)

- Jean Raszoni (1682 – 1689)

- Philippe Onofri (1689 – 1696)

- Scipio Zanelli (1696 – 1697)

- Flavio Barbarossa (1698 – 1702)

- François-Marie Abbati (1702 – 1707)

- Bernardino Giunigi (1707 – 1711)

- Charles-François Gallarini (1711)

- François-Marie Abbati (1711 – 1712)

- Alexandre François Codebo (1712 – 1716)

- Octavio Gasparini (1716 – 1733)

- Azzolini Cervini (1733 – 1738)

- Alessandro Guiccioli (1738 – 1745)

- Joseph-Dominique d'Inguimbert, dit dom Malachie (1745)

- Gaspard de Sainte-Croix (1745 – 1753)

- Tomasso Galli (1753 – 1755)

- Fortunato Savini (1755 – 1758)

- Charles Manzoni (1758 – 1768)

- Vacance du rectorat (1769 – 1773)

- Denis-François-Régis Valoris (1774 – 1776)

- Jules-César Zollio (1776 – 1785)

- Joseph-Vincent de Beni (1785 – 1787)

- Christiforo Pieracchi (1787 – 1790)

- Philippe Casoni, dernier recteur (1790 – 1791)

Le 18 août 1791, en l'église Saint-Laurent de Bédarrides, fut décidé le rattachement du Comtat Venaissin à la France. Cet acte est considéré comme le premier exprimant le droit des peuples à disposer d'eux-mêmes.